# Philippines aux Jeux olympiques d'été de 1924
Les Philippines participent aux Jeux olympiques d'été de 1924 à Paris. Sa délégation est composée d'un seul athlète David Nepomuceno spécialiste du sprint. Au terme des Olympiades, la nation n'est pas à proprement classée puisqu'elle ne remporte aucune médaille. 

## Athlétisme
Hommes
Courses
| Athlète          | Épreuve | Séries   | Séries | Quarts de finale | Quarts de finale | Demi-finales | Demi-finales | Finale   | Finale |
| Athlète          | Épreuve | Résultat | Rang   | Résultat         | Rang             | Résultat     | Rang         | Résultat | Rang   |
| ---------------- | ------- | -------- | ------ | ---------------- | ---------------- | ------------ | ------------ | -------- | ------ |
| David Nepomuceno | 100 m   |          | 6      | NC               | NC               | -            | -            | -        | -      |
| David Nepomuceno | 200 m   |          | 3      | NC               | NC               | -            | -            | -        | -      |